# Laboratório de computação científica e visualização (UFAL)
O Laboratório de Computação Científica e Visualização (LCCV) surgiu a partir de um histórico de intensa colaboração e parceria com a PETROBRAS, através do seu Centro de Pesquisa (CENPES), e com outros grandes laboratórios de universidades brasileiras.
Pesquisando constantemente técnicas cada vez mais robustas para simulação numérica de problemas físicos, o LCCV direciona suas ações na busca de soluções de problemas de engenharia utilizando recursos da Mecânica Computacional nas áreas de Modelagem Computacional, Desenvolvimento e Aplicações de Simuladores Numéricos, Computação de Alto Desempenho, Visualização e Computação Científica.
O grupo do LCCV vem  desenvolvendo atividades de pesquisa de alto nível relacionadas a diversas áreas, dentre as quais: simulação de problemas em meios discretos, análise de dutos enterrados, simulação dinâmica de linhas de ancoragem e risers, análise de carga extrema e fadiga, materiais compósitos, modelagem de erros, propagação dinâmica de trincas, problemas em geomecânica (incluindo pré-sal), visualização científica, modelagem geométrica e impressão 3D. Nossa estratégia de desenvolvimento baseia-se em técnicas de programação modernas, que permitem a construção de módulos computacionais portáveis, extensíveis e facilmente acoplados a outras ferramentas.